# 2e division d'infanterie nord-africaine
Pour les articles homonymes, voir 2e division.
La 2e division d'infanterie nord-africaine (2e DINA) est une division d'infanterie de l'armée de terre française. Créée en Lorraine dans l'entre-deux-guerres en 1928, elle combat au début de la Seconde Guerre mondiale jusqu'à sa capture le 30 mai 1940 dans la poche de Lille.

## Les chefs de la2eDINA
- 1929 - 1932 : général Semaire

- 1932 - 1936 : général Pichot-Duclos[1],[2]

- 1936 - 1940 : général Lescanne (sl)
- 1940 : général Dame

## L’entre-deux-guerres

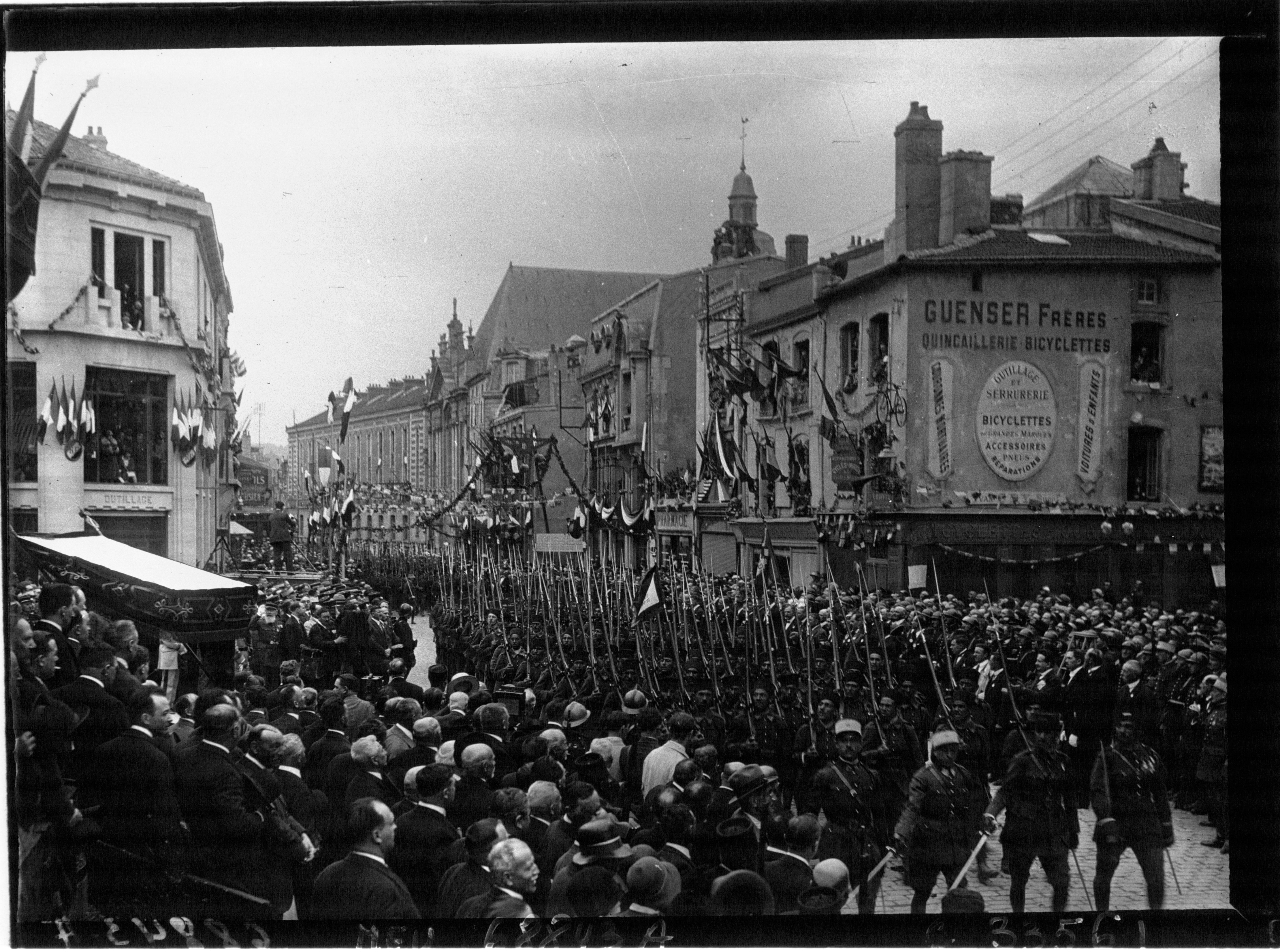
Défilé du à Verdun le 24 6 1929.

La division est formée en 1928, pour disposer d'une réserve mobile de troupes non métropolitaines.
La 2e DINA est constituée des unités suivantes à sa création :
- état-major de la division à Metz[4] ;

- 3e brigade d'infanterie nord-africaine, état-major à Metz[4] :
  - 22e régiment de tirailleurs algériens, stationné à Verdun[5] ;
  - 23e régiment de tirailleurs algériens, stationné à Metz[6] ;
- 4e brigade d'infanterie nord-africaine, état-major à Sarrebourg[7] :
  - 21e régiment de tirailleurs algériens, stationné à Épinal et Saint-Dié[7] ;
  - 25e régiment de tirailleurs algériens, stationné à Sarrebourg[8] ;

- 40e régiment d'artillerie nord-africaine, stationné à Châlons-sur-Marne[9].

Le 22e RTA quitte Verdun pour Toul début 1930, le 23e part à Morhange et l'état-major de la division, ainsi que celui de la 3e brigade, va de Metz à Toul.
En mai 1936, le 21e, le 23e et le 25e RTA quittent la division,, et sont remplacés par le 6e régiment de tirailleurs marocains à Verdun, venu de la 1re DINA, et le 13e régiment de tirailleurs algériens à Metz, venu d'Afrique du Nord. Les brigades sont dissoutes.
En 1939, la 2e DINA est donc formée des unités suivantes :
- 13e régiment de tirailleurs algériens stationné à Metz ;
- 22e régiment de tirailleurs algériens stationné à Toul ;
- 6e régiment de tirailleurs marocains stationné à Verdun ;
- 40e régiment d'artillerie nord-africaine stationné à Toul (état-major et deux groupes de 105) et Châlons-sur-Marne (trois groupes de 75)

## La Seconde Guerre mondiale

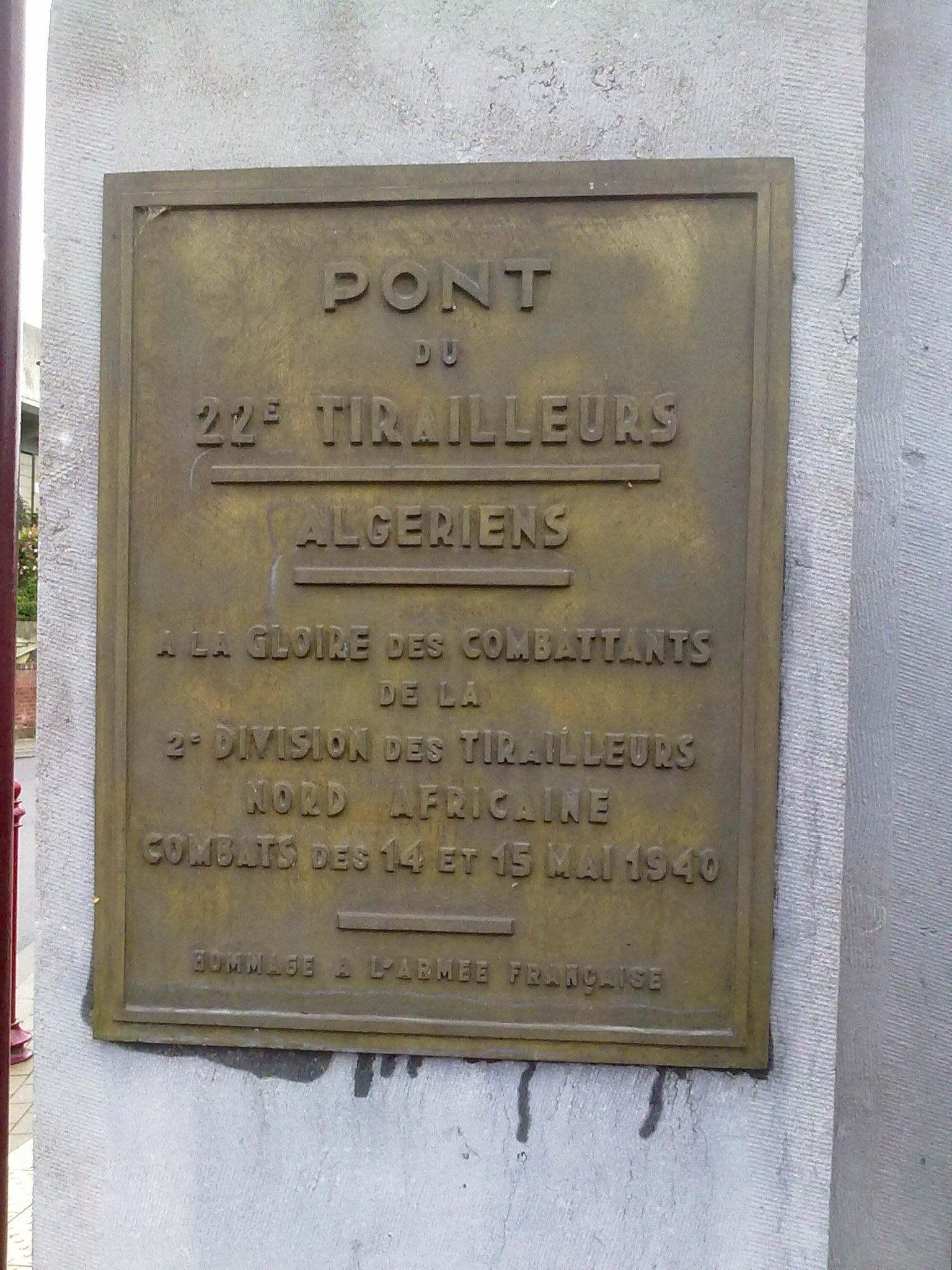
Plaque en mémoire des tués les 14 et 15 mai 1940 du combattant au sein de la 2e DINA.

### Composition
- 13e régiment de tirailleurs algériens
- 22e régiment de tirailleurs algériens
  - 14e compagnie divisionnaire antichar
- 6e régiment de tirailleurs marocains (jusqu'en octobre 1939)
  - 13e compagnie de pionniers
- 11e régiment de zouaves (à partir d'octobre 1939)
- 40e régiment d'artillerie nord-africaine
  - trois groupes de 75[13]
  - 10e batterie divisionnaire antichar
- 240e régiment d'artillerie lourde nord-africaine : un groupe de 155C et un groupe de 105 C
- 92e parc d'artillerie
- 92e groupe de reconnaissance de division d'infanterie
- 92e bataillon du génie :
  - 92/1 et 92/2 compagnies de sapeurs mineurs (indépendantes à partir du 16 novembre 1939)
- 92/81 compagnie télégraphique de transmissions
- 92/82 compagnie radio de transmissions
- 92/20 compagnie hippomobile du train
- 192/20 compagnie automobile du train
- Groupe d'exploitation divisionnaire 92/23 (intendance)
- 92e groupe sanitaire divisionnaire

### Batailles et combats
Lors de la bataille de France, la 2e DINA s'oppose avec succès aux Panzers lors de la bataille de Gembloux. Cependant, elle est bloquée au nord du coup de faucille allemand et piégée à Lille du 25 au 30 mai 1940. La division part en captivité le 1er juin 1940 au matin, défilant devant une compagnie allemande qui rend les honneurs. Début juin 1940, les restes de la division rejoignent la 1re division légère d'infanterie nord-africaine.